# Адолф II фон Зафенберг
Адолф II (IV) фон Зафенберг (на немски: Adolf IV von Saffenberg; * ок. 1095/1098; † 1152) от фамилията Зафенберг/Зафенбург е граф на Зафенберг и граф в Родгау и Кьолнгау, адвокат на „Мариентал“ и „Св. Касий“ в Бон.

## Произход
Замъкът Зафенбург се намира в Майшос в Артал. Фамилията Зафенберг е през 11 и 12 век влиятелен благороднически род в Рейнланд. Фамилията Зафенберг произлиза от последните графове от род Берг в каролингския Келдахгау.
Адолф II е син на граф Адалберт фон Зафенберг-Ньорвених († 1109/1110) и втората му съпруга Мехтилд († 1110), вдовица на граф Гизо III фон Холенден († 1073). Внук е на граф Херман IV фон Зафенберг-Ньорвених († сл. 1091) и Гепа фон Верл († пр. 1108).
Брат е на граф Адалберт/Аделберт I фон Зафенберг, адвокат на Клостерпат († 1109), Адолф II (III) фон Зафенберг-Кьолнгау и Рургау, адвокат на Мариентал и Св. Касий в Бон († 1152), и на Херман фон Зафенберг († 1148). Полусестра му се омъжва за Еберхард фон Фройсберг († 1131).

## Фамилия
Адолф II (IV) фон Зафенберг се жени 1122 г. за Маргарета фон Шварценбург († сл. 1134), дъщеря на Енгелберт фон Шварценбург († сл. 1125) и съпругата му фон Мюленарк. Те имат четири деца:
- Матилда фон Зафенберг (* ок. 1123; † между 2 януари 1145 и 1146), омъжена 1135/1136 г. за херцог Хайнрих II фон Лимбург († 1167)
- Херман фон Зафенберг (* пр. 1134; † 1172), граф на Зафенберг, господар на Мюленарк, женен за фон Мюленарк († сл. 1154)
- Адалберт фон Зафенберг-Бон-Норвених († сл. 1149), граф на Зафенберг-Бон-Норвених, женен ок. 1133 г. за Аделхайд фон Куик († сл. 1131)
- Адолф фон Зафенберг († пр. 1166), господар на Зафенберг, женен за Кунигунда/Куница фон Райфершайд († пр. 1169)